# Janirella priseri
Janirella priseri là một loài chân đều trong họ Janirellidae. Loài này được Chardy miêu tả khoa học năm 1972.